# Валя-Урсулуй (Вилча)
Валя-Урсулуй (рум. Valea Ursului) — село у повіті Вилча в Румунії. Входить до складу комуни Фиртецешть.
Село розташоване на відстані 172 км на захід від Бухареста, 46 км на південний захід від Римніку-Вилчі, 54 км на північ від Крайови.

## Населення
За даними перепису населення 2002 року у селі проживали 150 осіб, усі — румуни. Усі жителі села рідною мовою назвали румунську.